# GINZA
『GINZA』（ギンザ）はマガジンハウスが発売している女性向けファッション雑誌である。発売日は毎月12日。1997年3月創刊。
モード系ファッション雑誌のひとつとされ、記事にもクオリティの高いスタイリングや写真が多い。月によりばらつきはあるが、通常掲載商品の過半数が欧米モード界を代表するラグジュアリーブランドのコレクションのものである。ファッション・モード界・メイク・ヘア等の他、流行のカフェやレストラン、芸能人、映画、話題の本などの情報も掲載されている。
おしゃれで生活センスのよい都会的な女性を対象としており、20代中盤から30代の読者が多い。
創刊以降、大多数の号で外国人女性モデルが表紙を飾っているが、2010年前後から日本人のカバーガールもみられるようになった。

## 関連人物
編集長
- 淀川美代子
- 中島敏子
- 河田紗弥
- 芦谷富美子
- 芦谷富美子
- 矢部光樹子

コラム執筆
- 菊地成孔 - 2011年、菊地本人の承諾がないままエッセイ執筆の予告が本誌に掲載され、GINZAが謝罪するという珍事が起きた。
- 星野源 - 本人の病気療養のため2013年に連載終了。